# Плей-оф Ліги чемпіонів УЄФА 2020—2021
Плей-оф Ліги чемпіонів УЄФА 2020—2021 розпочався 16 лютого з 1/8 фіналу та завершився 29 травня 2021 фіналом на стадіоні «Драгау» у Порту (Португалія), де і було визначено переможця Ліги чемпіонів 2020—21. У плей-оф змагаються 16 команд.
Час вказано в EET/EEST (київський час) (місцевий час, якщо відрізняється, вказано в дужках).

## Розклад
Розклад матчів та жеребкувань наведено у таблиці (усі жеребкування проводяться у штаб-квартирі УЄФА у Ньйоні).
| Етап       | Дата жеребкування                  | Перший матч                                                | Матч-відповідь                                             |
| ---------- | ---------------------------------- | ---------------------------------------------------------- | ---------------------------------------------------------- |
| 1/8 фіналу | 14 грудня 2020, 13:00 (12:00 CET)  | 16–17 та 23–24 лютого 2021                                 | 9–10 та 16–17 березня 2021                                 |
| 1/4 фіналу | 19 березня 2021, 13:00 (12:00 CET) | 6–7 квітня 2021                                            | 13–14 квітня 2021                                          |
| 1/2 фіналу | 19 березня 2021, 13:00 (12:00 CET) | 27–28 квітня 2021                                          | 4–5 травня 2021                                            |
| Фінал      | 19 березня 2021, 13:00 (12:00 CET) | 29 травня 2021 на Олімпійському стадіоні Ататюрка, Стамбул | 29 травня 2021 на Олімпійському стадіоні Ататюрка, Стамбул |

## Формат
Кожна зустріч у плей-оф, окрім фіналу, проходить у двоматчевому форматі — кожна команда грає один з двох матчів на домашньому стадіоні. Команда, яка забила більше голів за підсумком двох матчів, проходить до наступного етапу. Якщо загальний рахунок є рівним, то застосовується правило виїзного голу, тобто команда, що забила більше м'ячів на чужому полі, проходить далі. Якщо команди забили однакову кількість голів на виїзді, вони грають додатковий час. По завершенню додаткового часу знову застосовується правило голу на виїзді, тобто якщо у додатковий час були забиті голи і загальний рахунок досі нічийний, команда, що грала в гостях, проходить далі, оскільки забила більше виїзних голів. Якщо в додатковий час ніхто не забив, тоді переможець визначається серією післяматчевих пенальті. У фіналі команди грають один матч. Якщо по завершенню основного часу у матчі нічия, команди грають додатковий час, після якого, якщо у матчі досі нічия, пробивають серію пенальті.

Процедура жеребкування для кожного раунду виглядає наступним чином:
- У жеребкуванні 1/8 фіналу 8 переможців груп є сіяними, а 8 команд, що посіли друге місце — несіяними. Сіяні команди грають з несіяними. Сіяна команда грає вдома у матчі-відповіді. Команди, що грали в одній групі, чи з однієї асоціації не можуть грати між собою.
- У жеребкуванні 1/4 фіналу та 1/2 фіналу немає сіяних та несіяних, а також відсутні обмеження, що накладалися в 1/8 фіналу, тобто будь-яка команда може грати з будь-якою іншою. Оскільки жеребкування 1/4 та 1/2 фіналу проводяться разом, не буде відомо, які з команд пройшли до 1/2 фіналу. Також жеребкуванням визначається, переможець якого з півфіналів буде номінальним «господарем» у фіналі (лише адміністративно, оскільки фінал проводиться на нейтральному стадіоні).

У чвертьфіналах та півфіналах, команди з одного міста не можуть грати домашній матч в один і той самий день чи наступного дня через проблеми з логістикою та великим натовпом. Задля уникнення таких проблем з розкладом матчів, якщо такі команди за результатом жеребкування мають грати домашній матч одночасно, то порядок матчів команди, що посіла гірше місце у національному чемпіонаті попереднього сезону, буде поміняно місцями.

## Команди
У плей-оф беруть участь команди, що посіли 1-е та 2-е місця у своїх групах групового етапу.

| Група | 1-е місце (сіяні в 1/8 фіналу) | 2-е місце (несіяні в 1/8 фіналу) |
| ----- | ------------------------------ | -------------------------------- |
| A     | Баварія                        | Атлетіко                         |
| B     | Реал Мадрид                    | Боруссія (Менхенгладбах)         |
| C     | Манчестер Сіті                 | Порту                            |
| D     | Ліверпуль                      | Аталанта                         |
| E     | Челсі                          | Севілья                          |
| F     | Боруссія (Дортмунд)            | Лаціо                            |
| G     | Ювентус                        | Барселона                        |
| H     | Парі Сен-Жермен                | РБ Лейпциг                       |

## Турнірна сітка
|  | 1/8 фіналу               | 1/8 фіналу          | 1/8 фіналу | 1/8 фіналу |                              |                | 1/4 фіналу     | 1/4 фіналу | 1/4 фіналу | 1/4 фіналу |  |  | 1/2 фіналу | 1/2 фіналу | 1/2 фіналу | 1/2 фіналу |  |  | Фінал | Фінал | Фінал | Фінал |
|  |                          |                     |            |            |                              |                |                |            |            |            |  |  |            |            |            |            |  |  |       |       |       |       |
|  | 23 лютого та 17 березня  |                     |            |            |                              |                |                |            |            |            |  |  |            |            |            |            |  |  |       |       |       |       |
|  |                          |                     |            |            |                              |                |                |            |            |            |  |  |            |            |            |            |  |  |       |       |       |       |
|  | Лаціо                    | 1                   | 1          | 2          |                              |                |                |            |            |            |  |  |            |            |            |            |  |  |       |       |       |       |
|  | Лаціо                    | 1                   | 1          | 2          | 7 та 13 квітня               |                |                |            |            |            |  |  |            |            |            |            |  |  |       |       |       |       |
|  | Баварія                  | 4                   | 2          | 6          |                              |                |                |            |            |            |  |  |            |            |            |            |  |  |       |       |       |       |
|  | Баварія                  | 4                   | 2          | 6          | Баварія                      | 2              | 1              | 3          |            |            |  |  |            |            |            |            |  |  |       |       |       |       |
|  | 16 лютого та 10 березня  |                     |            |            | Баварія                      | 2              | 1              | 3          |            |            |  |  |            |            |            |            |  |  |       |       |       |       |
|  |                          | Парі Сен-Жермен (ч) | 3          | 0          | 3                            |                |                |            |            |            |  |  |            |            |            |            |  |  |       |       |       |       |
|  | Барселона                | Парі Сен-Жермен (ч) | 3          | 0          | 3                            | 1              | 1              | 2          |            |            |  |  |            |            |            |            |  |  |       |       |       |       |
|  | Барселона                |                     |            |            | 28 квітня та 4 травня        | 1              | 1              | 2          |            |            |  |  |            |            |            |            |  |  |       |       |       |       |
|  | Парі Сен-Жермен          | 4                   | 1          | 5          |                              |                |                |            |            |            |  |  |            |            |            |            |  |  |       |       |       |       |
|  | Парі Сен-Жермен          | 4                   | 1          | 5          | Парі Сен-Жермен              | 1              | 0              | 1          |            |            |  |  |            |            |            |            |  |  |       |       |       |       |
|  | 24 лютого та 16 березня  |                     |            |            | Парі Сен-Жермен              | 1              | 0              | 1          |            |            |  |  |            |            |            |            |  |  |       |       |       |       |
|  |                          | Манчестер Сіті      | 2          | 2          | 4                            |                |                |            |            |            |  |  |            |            |            |            |  |  |       |       |       |       |
|  | Боруссія (Менхенгладбах) | Манчестер Сіті      | 2          | 2          | 4                            | 0              | 0              | 0          |            |            |  |  |            |            |            |            |  |  |       |       |       |       |
|  | Боруссія (Менхенгладбах) | 6 та 14 квітня      |            |            |                              | 0              | 0              | 0          |            |            |  |  |            |            |            |            |  |  |       |       |       |       |
|  | Манчестер Сіті           | 2                   | 2          | 4          |                              |                |                |            |            |            |  |  |            |            |            |            |  |  |       |       |       |       |
|  | Манчестер Сіті           | 2                   | 2          | 4          | Манчестер Сіті               | 2              | 2              | 4          |            |            |  |  |            |            |            |            |  |  |       |       |       |       |
|  | 17 лютого та 8 березня   |                     |            |            | Манчестер Сіті               | 2              | 2              | 4          |            |            |  |  |            |            |            |            |  |  |       |       |       |       |
|  |                          | Боруссія (Дортмунд) | 1          | 1          | 2                            |                |                |            |            |            |  |  |            |            |            |            |  |  |       |       |       |       |
|  | Севілья                  | Боруссія (Дортмунд) | 1          | 1          | 2                            | 2              | 2              | 4          |            |            |  |  |            |            |            |            |  |  |       |       |       |       |
|  | Севілья                  |                     |            |            | 29 травня – Стадіон Ататюрка | 2              | 2              | 4          |            |            |  |  |            |            |            |            |  |  |       |       |       |       |
|  | Боруссія (Дортмунд)      | 3                   | 2          | 5          |                              |                |                |            |            |            |  |  |            |            |            |            |  |  |       |       |       |       |
|  | Боруссія (Дортмунд)      | 3                   | 2          | 5          | Манчестер Сіті               | Манчестер Сіті | Манчестер Сіті | 0          |            |            |  |  |            |            |            |            |  |  |       |       |       |       |
|  | 24 лютого та 16 березня  |                     |            |            | Манчестер Сіті               | Манчестер Сіті | Манчестер Сіті | 0          |            |            |  |  |            |            |            |            |  |  |       |       |       |       |
|  |                          | Челсі               | Челсі      | Челсі      | 1                            |                |                |            |            |            |  |  |            |            |            |            |  |  |       |       |       |       |
|  | Аталанта                 | Челсі               | Челсі      | Челсі      | 1                            | 0              | 1              | 1          |            |            |  |  |            |            |            |            |  |  |       |       |       |       |
|  | Аталанта                 | 6 та 14 квітня      |            |            |                              | 0              | 1              | 1          |            |            |  |  |            |            |            |            |  |  |       |       |       |       |
|  | Реал Мадрид              | 1                   | 3          | 4          |                              |                |                |            |            |            |  |  |            |            |            |            |  |  |       |       |       |       |
|  | Реал Мадрид              | 1                   | 3          | 4          | Реал Мадрид                  | 3              | 0              | 3          |            |            |  |  |            |            |            |            |  |  |       |       |       |       |
|  | 16 лютого та 10 березня  |                     |            |            | Реал Мадрид                  | 3              | 0              | 3          |            |            |  |  |            |            |            |            |  |  |       |       |       |       |
|  |                          | Ліверпуль           | 1          | 0          | 1                            |                |                |            |            |            |  |  |            |            |            |            |  |  |       |       |       |       |
|  | РБ Лейпциг               | Ліверпуль           | 1          | 0          | 1                            | 0              | 0              | 0          |            |            |  |  |            |            |            |            |  |  |       |       |       |       |
|  | РБ Лейпциг               |                     |            |            | 27 квітня та 5 травня        | 0              | 0              | 0          |            |            |  |  |            |            |            |            |  |  |       |       |       |       |
|  | Ліверпуль                | 2                   | 2          | 4          |                              |                |                |            |            |            |  |  |            |            |            |            |  |  |       |       |       |       |
|  | Ліверпуль                | 2                   | 2          | 4          | Реал Мадрид                  | 1              | 0              | 1          |            |            |  |  |            |            |            |            |  |  |       |       |       |       |
|  | 17 лютого та 8 березня   |                     |            |            | Реал Мадрид                  | 1              | 0              | 1          |            |            |  |  |            |            |            |            |  |  |       |       |       |       |
|  |                          | Челсі               | 1          | 2          | 3                            |                |                |            |            |            |  |  |            |            |            |            |  |  |       |       |       |       |
|  | Порту (дч, ч)            | Челсі               | 1          | 2          | 3                            | 2              | 2              | 4          |            |            |  |  |            |            |            |            |  |  |       |       |       |       |
|  | Порту (дч, ч)            | 7 та 13 квітня      |            |            |                              | 2              | 2              | 4          |            |            |  |  |            |            |            |            |  |  |       |       |       |       |
|  | Ювентус                  | 1                   | 3          | 4          |                              |                |                |            |            |            |  |  |            |            |            |            |  |  |       |       |       |       |
|  | Ювентус                  | 1                   | 3          | 4          | Порту                        | 0              | 1              | 1          |            |            |  |  |            |            |            |            |  |  |       |       |       |       |
|  | 23 лютого та 17 березня  |                     |            |            | Порту                        | 0              | 1              | 1          |            |            |  |  |            |            |            |            |  |  |       |       |       |       |
|  |                          | Челсі               | 2          | 0          | 2                            |                |                |            |            |            |  |  |            |            |            |            |  |  |       |       |       |       |
|  | Атлетіко                 | Челсі               | 2          | 0          | 2                            | 0              | 0              | 0          |            |            |  |  |            |            |            |            |  |  |       |       |       |       |
|  | Атлетіко                 |                     |            |            |                              | 0              | 0              | 0          |            |            |  |  |            |            |            |            |  |  |       |       |       |       |
|  | Челсі                    | 1                   | 2          | 3          |                              |                |                |            |            |            |  |  |            |            |            |            |  |  |       |       |       |       |
|  | Челсі                    | 1                   | 2          | 3          |                              |                |                |            |            |            |  |  |            |            |            |            |  |  |       |       |       |       |

## 1/8 фіналу
Жеребкування відбулося 14 грудня 2020 року.

### Результати
Перші матчі відбулися 16-17 та 23-24 лютого 2021 року, матчі-відповіді — 9-10 та 16-17 березня 2021 року.
| Команда 1                | Заг.    | Команда 2           | 1-й матч | 2-й матч |
| ------------------------ | ------- | ------------------- | -------- | -------- |
| Боруссія (Менхенгладбах) | 0:4     | Манчестер Сіті      | 0:2      | 0:2      |
| Лаціо                    | 2:6     | Баварія             | 1:4      | 1:2      |
| Атлетіко                 | 0:3     | Челсі               | 0:1      | 0:2      |
| РБ Лейпциг               | 0:4     | Ліверпуль           | 0:2      | 0:2      |
| Порту                    | 4:4 (ч) | Ювентус             | 2:1      | 2:3 (дч) |
| Барселона                | 2:5     | Парі Сен-Жермен     | 1:4      | 1:1      |
| Севілья                  | 4:5     | Боруссія (Дортмунд) | 2:3      | 2:2      |
| Аталанта                 | 1:4     | Реал Мадрид         | 0:1      | 1:3      |

### Матчі
| 24 лютого 2021 22:00 (21:00 CET) |

| Боруссія (Менхенгладбах) | 0:2      | Манчестер Сіті                   |
| ------------------------ | -------- | -------------------------------- |
|                          | Протокол | - Бернарду Сілва 29' - Жезус 65' |

| Пушкаш Арена, Будапешт Глядачів: 0 Арбітр: Артур Діаш (Португалія) |

| 16 березня 2021 22:00 (21:00 CET) |

| Манчестер Сіті                 | 2:0      | Боруссія (Менхенгладбах) |
| ------------------------------ | -------- | ------------------------ |
| - Де Брейне 12' - Гюндоган 18' | Протокол |                          |

| Пушкаш Арена, Будапешт Глядачів: 0 Арбітр: Сергій Карасьов (Росія) |

| 23 лютого 2021 22:00 (21:00 CET) |

| Лаціо        | 1:4      | Баварія                                                       |
| ------------ | -------- | ------------------------------------------------------------- |
| - Корреа 49' | Протокол | - Левандовський 9' - Мусіала 24' - Сане 42' - Ачербі 47' (аг) |

| Олімпійський, Рим Глядачів: 0 Арбітр: Орел Грінфельд (Ізраїль) |

| 17 березня 2021 22:00 (21:00 CET) |

| Баварія                                      | 2:1      | Лаціо        |
| -------------------------------------------- | -------- | ------------ |
| - Левандовський 33' (пен.) - Шупо-Мотінг 73' | Протокол | - Пароло 82' |

| Альянц Арена, Мюнхен Глядачів: 0 Арбітр: Іштван Ковач (Румунія) |

| 23 лютого 2021 22:00 (21:00 CET) |

| Атлетіко | 0:1      | Челсі      |
| -------- | -------- | ---------- |
|          | Протокол | - Жіру 68' |

| Національний стадіон, Бухарест Глядачів: 0 Арбітр: Фелікс Брих (Німеччина) |

| 17 березня 2021 22:00 (20:00 GMT) |

| Челсі                      | 2:0      | Атлетіко |
| -------------------------- | -------- | -------- |
| - Зієш 34' - Емерсон 90+4' | Протокол |          |

| Стемфорд Бридж, Лондон Глядачів: 0 Арбітр: Даніеле Орсато (Італія) |

| 16 лютого 2021 22:00 (21:00 CET) |

| РБ Лейпциг | 0:2      | Ліверпуль              |
| ---------- | -------- | ---------------------- |
|            | Протокол | - Салах 53' - Мане 58' |

| Пушкаш Арена, Будапешт Глядачів: 0 Арбітр: Славко Винчич (Словенія) |

| 10 березня 2021 22:00 (21:00 CET) |

| Ліверпуль              | 2:0      | РБ Лейпциг |
| ---------------------- | -------- | ---------- |
| - Салах 70' - Мане 74' | Протокол |            |

| Пушкаш Арена, Будапешт Глядачів: 0 Арбітр: Клеман Тюрпен (Франція) |

| 17 лютого 2021 22:00 (20:00 WET) |

| Порту                    | 2:1      | Ювентус     |
| ------------------------ | -------- | ----------- |
| - Таремі 2' - Марега 46' | Протокол | - К'єза 82' |

| Драгау, Порту Глядачів: 0 Арбітр: Карлос дель Серро Гранде (Іспанія) |

| 9 березня 2021 22:00 (21:00 CET) |

| Ювентус                       | 3:2      | Порту                              |
| ----------------------------- | -------- | ---------------------------------- |
| - К'єза 49', 63' - Рабйо 117' | Протокол | - Сержіу Олівейра 19' (пен.), 115' |

| Ювентус Стедіум, Турин Глядачів: 0 Арбітр: Бйорн Кейперс (Нідерланди) |

| 16 лютого 2021 22:00 (21:00 CET) |

| Барселона          | 1:4      | Парі Сен-Жермен                  |
| ------------------ | -------- | -------------------------------- |
| - Мессі 27' (пен.) | Протокол | - Мбаппе 32', 65', 85' - Кен 70' |

| Камп Ноу, Барселона Глядачів: 0 Арбітр: Бйорн Кейперс (Нідерланди) |

| 10 березня 2021 22:00 (21:00 CET) |

| Парі Сен-Жермен     | 1:1      | Барселона   |
| ------------------- | -------- | ----------- |
| - Мбаппе 31' (пен.) | Протокол | - Мессі 37' |

| Парк де Пренс, Париж Глядачів: 0 Арбітр: Ентоні Тейлор (Англія) |

| 17 лютого 2021 22:00 (21:00 CET) |

| Севілья                 | 2:3      | Боруссія (Дортмунд)          |
| ----------------------- | -------- | ---------------------------- |
| - Сусо 7' - де Йонг 84' | Протокол | - Дауд 19' - Голанд 27', 43' |

| Рамон Санчес Пісхуан, Севілья Глядачів: 0 Арбітр: Данні Маккелі (Нідерланди) |

| 9 березня 2021 22:00 (21:00 CET) |

| Боруссія (Дортмунд)      | 2:2      | Севілья                       |
| ------------------------ | -------- | ----------------------------- |
| - Голанд 35', 54' (пен.) | Протокол | - Ен-Несірі 69' (пен.), 90+6' |

| Зігналь Ідуна Парк, Дортмунд Глядачів: 0 Арбітр: Джюнейт Чакир (Туреччина) |

| 24 лютого 2021 22:00 (21:00 CET) |

| Аталанта | 0:1      | Реал Мадрид |
| -------- | -------- | ----------- |
|          | Протокол | - Менді 86' |

| Стадіо Атлеті Адзуррі д'Італія, Бергамо Глядачів: 0 Арбітр: Тобіас Штілер (Німеччина) |

| 16 березня 2021 22:00 (21:00 CET) |

| Реал Мадрид                                    | 3:1      | Аталанта      |
| ---------------------------------------------- | -------- | ------------- |
| - Бензема 34' - Рамос 60' (пен.) - Асенсіо 84' | Протокол | - Мур'єль 83' |

| Альфредо Ді Стефано, Мадрид Глядачів: 0 Арбітр: Данні Маккелі (Нідерланди) |

## 1/4 фіналу
Жеребкування відбулося 19 березня 2021 року.

### Результати
Перші матчі відбулися 6-7 квітня, матчі-відповіді — 13-14 квітня 2021 року.
| Команда 1      | Заг.    | Команда 2           | 1-й матч | 2-й матч |
| -------------- | ------- | ------------------- | -------- | -------- |
| Манчестер Сіті | 4:2     | Боруссія (Дортмунд) | 2:1      | 2:1      |
| Порту          | 1:2     | Челсі               | 0:2      | 1:0      |
| Баварія        | 3:3 (ч) | Парі Сен-Жермен     | 2:3      | 1:0      |
| Реал Мадрид    | 3:1     | Ліверпуль           | 3:1      | 0:0      |

### Матчі
| 6 квітня 2021 22:00 (20:00 BST) |

| Манчестер Сіті              | 2:1      | Боруссія (Дортмунд) |
| --------------------------- | -------- | ------------------- |
| - Де Брейне 19' - Фоден 90' | Протокол | - Ройс 84'          |

| Сіті оф Манчестер, Манчестер Глядачів: 0 Арбітр: Овідіу Гацеган (Румунія) |

| 14 квітня 2021 22:00 (21:00 CEST) |

| Боруссія (Дортмунд) | 1:2      | Манчестер Сіті                 |
| ------------------- | -------- | ------------------------------ |
| - Беллінгем 15'     | Протокол | - Марез 55' (пен.) - Фоден 75' |

| Зігналь Ідуна Парк, Дортмунд Глядачів: 0 Арбітр: Карлос дель Серро Гранде (Іспанія) |

| 7 квітня 2021 22:00 (20:00 WEST) |

| Порту | 0:2      | Челсі                    |
| ----- | -------- | ------------------------ |
|       | Протокол | - Маунт 32' - Чілвел 85' |

| Рамон Санчес Пісхуан, Севілья Глядачів: 0 Арбітр: Славко Винчич (Словенія) |

| 13 квітня 2021 22:00 (20:00 BST) |

| Челсі | 0:1      | Порту          |
| ----- | -------- | -------------- |
|       | Протокол | - Таремі 90+4' |

| Рамон Санчес Пісхуан, Севілья Глядачів: 0 Арбітр: Клеман Тюрпен (Франція) |

| 7 квітня 2021 22:00 (21:00 CEST) |

| Баварія                        | 2:3      | Парі Сен-Жермен                   |
| ------------------------------ | -------- | --------------------------------- |
| - Шупо-Мотінг 37' - Мюллер 60' | Протокол | - Мбаппе 3', 68' - Маркіньйос 28' |

| Альянц Арена, Мюнхен Глядачів: 0 Арбітр: Антоніо Матео Лаос (Іспанія) |

| 13 квітня 2021 22:00 (21:00 CEST) |

| Парі Сен-Жермен | 0:1      | Баварія           |
| --------------- | -------- | ----------------- |
|                 | Протокол | - Шупо-Мотінг 40' |

| Парк де Пренс, Париж Глядачів: 0 Арбітр: Даніеле Орсато (Італія) |

| 6 квітня 2021 22:00 (21:00 CEST) |

| Реал Мадрид                              | 3:1      | Ліверпуль   |
| ---------------------------------------- | -------- | ----------- |
| - Вінісіус Жуніор 27', 65' - Асенсіо 36' | Протокол | - Салах 51' |

| Альфредо Ді Стефано, Мадрид Глядачів: 0 Арбітр: Фелікс Брих (Німеччина) |

| 14 квітня 2021 22:00 (20:00 BST) |

| Ліверпуль | 0:0      | Реал Мадрид |
| --------- | -------- | ----------- |
|           | Протокол |             |

| Енфілд, Ліверпуль Глядачів: 0 Арбітр: Бйорн Кейперс (Нідерланди) |

## 1/2 фіналу
Жеребкування відбулося 19 березня 2021 року.

### Результати
Перші матчі відбулися 27-28 квітня, матчі-відповіді — 4-5 травня 2021 року.
| Команда 1       | Заг. | Команда 2      | 1-й матч | 2-й матч |
| --------------- | ---- | -------------- | -------- | -------- |
| Парі Сен-Жермен | 1:4  | Манчестер Сіті | 1:2      | 0:2      |
| Реал Мадрид     | 1:3  | Челсі          | 1:1      | 0:2      |

### Матчі
| 28 квітня 2021 22:00 (21:00 CEST) |

| Парі Сен-Жермен  | 1:2      | Манчестер Сіті                    |
| ---------------- | -------- | --------------------------------- |
| - Маркіньйос 15' | Протокол | - Кевін Де Брейне 64' - Марез 71' |

| Парк де Пренс, Париж Глядачів: 0 Арбітр: Фелікс Брих (Німеччина) |

| 4 травня 2021 22:00 (20:00 BST) |

| Манчестер Сіті   | 2:0      | Парі Сен-Жермен |
| ---------------- | -------- | --------------- |
| - Марез 11', 63' | Протокол |                 |

| Сіті оф Манчестер, Манчестер Глядачів: 0 Арбітр: Бйорн Кейперс (Нідерланди) |

| 27 квітня 2021 22:00 (21:00 CEST) |

| Реал Мадрид   | 1:1      | Челсі         |
| ------------- | -------- | ------------- |
| - Бензема 29' | Протокол | - Пулишич 14' |

| Альфредо Ді Стефано, Мадрид Глядачів: 0 Арбітр: Данні Маккелі (Нідерланди) |

| 5 травня 2021 22:00 (20:00 BST) |

| Челсі                    | 2:0      | Реал Мадрид |
| ------------------------ | -------- | ----------- |
| - Вернер 28' - Маунт 85' | Протокол |             |

| Стемфорд Бридж, Лондон Глядачів: 0 Арбітр: Даніеле Орсато (Італія) |

## Фінал
Фінал відбувся 29 травня 2021 року на стадіоні «Драгау» у Порту. Жеребкування буде проведено 19 березня 2021, після жеребкування 1/4 та 1/2 фіналу, для визначення адміністративного «господаря» матчу.
| 29 травня 2021 22:00 |

| Манчестер Сіті | 0-1      | Челсі      |
| -------------- | -------- | ---------- |
|                | Протокол | Гаверц 42' |

| Драгау, Порту Глядачів: 14,110 Арбітр: Антоніо Матео Лаос (Іспанія) |

## Позначки
1. ↑  Для матчів до 27 березня 2021 (1/8 фіналу) — EET (UTC+2), а для решти матчів (1/4, 1/2 фіналу та фінал) — EEST (UTC+3).
2. ↑  Матч Боруссія (Менхенгладбах) ‒ Манчестер Сіті мав відбутися на стадіоні Боруссія Парк у Менхенгладбаху, але його було перенесено на Пушкаш Арену у Будапешті (Угорщина), оскільки матч не міг відбутися у Німеччині через карантинні обмеження.[7][8]
3. 1 2 3 4 5 6 7 8 9 10 11 12 13 14 15 16 17 18 19 20 21 22 23 24 25 26 27 28  Через пандемію COVID-19 матч відбувся без глядачів.
4. ↑  Матч Манчестер Сіті ‒ Боруссія (Менхенгладбах) мав відбутися на стадіоні Сіті оф Манчестер у Манчестері, але його було перенесено на Пушкаш Арену у Будапешті (Угорщина), оскільки матч не міг відбутися у Німеччині через карантинні обмеження.[10][11]
5. ↑  Матч Атлетіко ‒ Челсі мав відбутися на стадіоні Ванда Метрополітано у Мадриді, але його було перенесено на Національний стадіон у Бухаресті (Румунія), оскільки матч не міг відбутися у Іспанії через карантинні обмеження подорожування з Великої Британії.[7][15]
6. ↑  Матч РБ Лейпциг ‒ Ліверпуль мав відбутися на Ред Булл Арені у Лейпцигу, але його було перенесено на Пушкаш Арену у Будапешті (Угорщина), оскільки матч не міг відбутися у Німеччині через карантинні обмеження.[7][16]
7. ↑  Матч Ліверпуль ‒ РБ Лейпциг мав відбутися на стадіоні Енфілд у Ліверпулі, але його було перенесено на Пушкаш Арену у Будапешті (Угорщина), оскільки РБ Лейпциг не могли поїхати до Англії через карантинні обмеження пересування між Німеччиною та Великою Британією.[18][19][20]
8. 1 2 3  Домашні матчі Реал Мадрид проходять  на стадіоні Альфредо Ді Стефано у Мадриді, замість їх домашнього стадіону — Сантьяго Бернабеу (Мадрид).
9. 1 2  Чвертьфінальні матчі Порту та Челсі мали пройти на їх домашніх стадіонах ― Драгау (Порту) та Стемфорд Бридж (Лондон) відповідно ,― але натомість були перенесені на стадіон Рамон Санчес Пісхуан у Севільї (Іспанія), через обмеження пересування між Португалією та Великою Британією у зв'язку з пандемією COVID-19.[27]